# Platypalpus aequicornis
Platypalpus aequicornis är en tvåvingeart som beskrevs av Axel Leonard Melander 1927. Platypalpus aequicornis ingår i släktet Platypalpus och familjen puckeldansflugor.
Artens utbredningsområde är Montana. Inga underarter finns listade i Catalogue of Life.